# タワ
タワ（学名：Tawa）は後期三畳紀に生息した獣脚類恐竜の属の一つ。属名はプエブロのホピ族の太陽神の名に由来する。模式種タワ・ハラエ（Tawa hallae）のホロタイプにして唯一の標本は、ニューメキシコ州ゴーストランチのヘイデン・クオリーで発見された。ヘレラサウルスの近縁種とコエロフィシスが同じ場所で発見されたという事は、三畳紀後期にゴンドワナ大陸の現在南アメリカ大陸である地域から恐竜類が発生し、そこから世界中に放散していった事を示唆する。種小名はゴーストランチ古生物学博物館の創設者ルース・ホール (Ruth Hall) への献名である。

## 記載

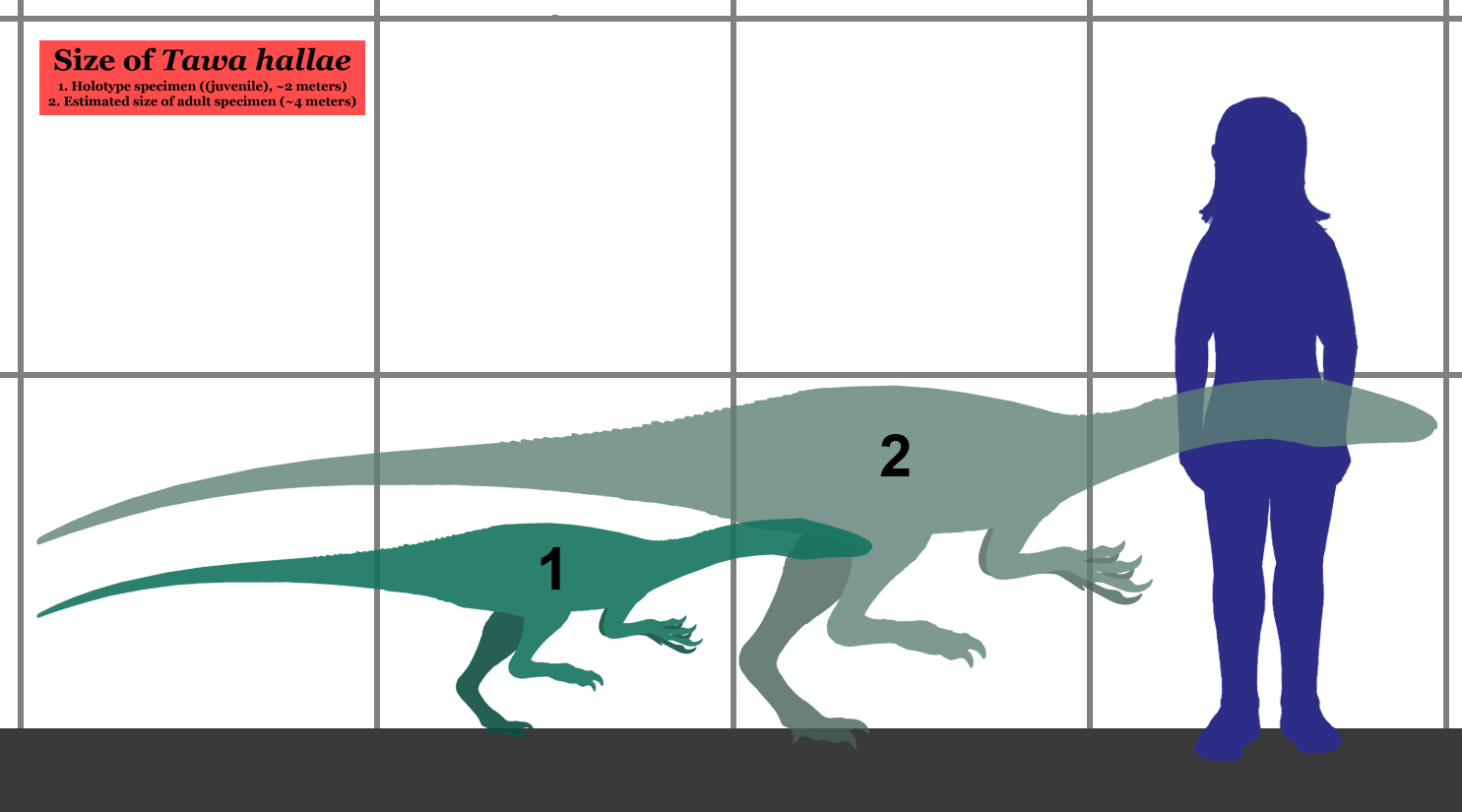
ホロタイプ、成体、ヒトのサイズ比較

タワは成体では全長約2.5mに成長したと推定された。タワは他の恐竜のタクサと区別できる特徴を保存していた。その頭骨の形態はコエロフィシス類のものに似ており、骨盤はヘレラサウルス類のそれに近い。コエロフィシス類と同様に、タワには上顎骨と前上顎骨の間にくびれがある。四肢のプロポーションに関しては、大腿骨が脛骨に比べて非常に長い。タワが頸椎を含気化させていることは、気嚢の起源が新獣脚類の発生よりも前である事、およびヘレラサウルス類が竜脚形類の祖先である可能性を支持する。また恐竜の鳥への進化とも結びつけられる。ヘレラサウルスやエオラプトルのような初期の恐竜と比較すると、タワは華奢なつくりである。
2009年のネスビットらによるとタワは、次の特徴に基づいて同定できる。前耳骨は、頭蓋内腔の腹側正中線で合わさり、前鼓膜陥凹は基後頭骨の前面で大きく拡大し、前耳骨と副蝶形骨の後部突起の後背基部に深いくぼみがあり、基底結節の後面の中央背腹側に伸びる鋭い隆起があり、大腿骨頭の後面に不完全な靭帯溝があり、半円形の第四転子が存在し、脛骨近位端の内側後顆の後縁にある小さな半円形の溝があり、距骨の腹側表面に「段」が存在し、第1中足骨が他の中足骨と同じ長さである。

## 発見
現在タワと命名されている化石の最初の発見は2004年だった。ホロタイプはGR 241 とカタログされた亜成体で、ほぼ完全な頭骨、前肢、部分的な脊椎、後肢、肋骨、そして胃石で構成されている。その標本は脳函が開いている事と neurocentral sutures(神経弓と椎体の間の縫合線)が癒合していない事に基づいて亜成体と結論づけられた。その個体は少なくとも7歳で、GR 242 という他の個体も同じサイトから発見されている。 GR 242 もまたほぼ完全な骨格で、ホロタイプよりも30%大きな成体であることが示唆される。GR 242 は、大腿骨、脛骨、尾椎で成る GR 155 や頸椎 GR 243 とともに本種のパラタイプとして記載されている。
それら全ての標本は、初期恐竜を多産するニューメキシコ州のヘイデン・クオリー産出である。それらは三畳紀ノーリアン期(約2億1500マン〜2億1300万年前)のシルトストーンの層で発見された。タワは2009年にアメリカ自然史博物館のスターリング・ネスビット (Sterling Nesbitt)ら五人の研究者によって原記載された。
ドロモメロンとタワの共存に関する研究に基づき、ベネット (S. Christopher Bennett)は、両者は一つの種の成長段階であり、ドロモメロンは幼体であり成長するとタワになると結論づけた。しかしながら、年齢による変化では説明できない大腿骨の顕著な差異とドロモメロンの成体の標本の存在から、ロドリゴ・ミュラーは2017年にベネットの説を否定した。。

## 分類
模式種タワ・ハラエ (Tawa hallae)は2009年にコエロフィシスよりも基盤的な、三畳紀の初期獣脚類として記載された。同年、モーティマーは、ネスビットらによる古い分析では考察された近縁な恐竜（グアイバサウルス、パンファギア、シノサウルス、ドラコヴェナトル、ロフォストロフェウスなど）のすべての特徴を考慮できていないため、分析が十分でないと指摘した。しかしタワはヘレラサウルスやエオラプトルやスタウリコサウルスのような、当時初期の獣脚類と考えられていた竜盤類よりも派生的であることが示唆された。 
スーズ (Sues) らは2011年に、タワは初期獣脚類から派生したものと考えた。タワと他の初期獣脚類の分岐分析は、タワが基盤的なコエロフィシス類の特徴と新獣脚類の祖先形のように見える特徴を組み合わせているため、初期恐竜のグループであるコエロフィシス上科は恣意的な分類群である可能性があることを示している。タワは、前肢に3本だけの機能指をもつ肉食恐竜のグループである新獣脚類の姉妹群であると考えられた。
2011年、マルティネスらは、タワはコエロフィシス上科の最基盤であると結論した。2014年、ルー(Lu)らは、タワが基盤的な獣脚類であるとした。タワのこの位置付けは、2017年のオルニトスケリダの論文でデビッド・ノーマンやポール・バレット、マシュー・バロンにも支持された。

## 参照
1. ↑  Maffly, Brian (December 10, 2009), “New Mexico find sheds light on early dinosaur dispersal”, Salt Lake Tribune,  オリジナルのDecember 13, 2009時点におけるアーカイブ。
2. ↑  “New T. Rex Cousin Suggests Dinosaurs Arose in S. America”, National Geographic, (December 10, 2009)
3. 1 2 3 4 5 6  Nesbitt, S. J.; Smith, N. D.; Irmis, R. B.; Turner, A. H.; Downs, A. & Norell, M. A. (2009), “A complete skeleton of a Late Triassic saurischian and the early evolution of dinosaurs”, Science 326 (5959):  1530–1533, doi:10.1126/science.1180350, PMID 20007898[リンク切れ].
4. ↑  Paul, G.S. (2010). “Theropods”. The Princeton Field Guide to Dinosaurs. Princeton: Princeton University Press. p. 74. ISBN 9780691167664
5. 1 2  Müller, R.T. (2017). “Are the dinosauromorph femora from the Upper Triassic of Hayden Quarry (New Mexico) three stages in a growth series of a single taxon?”. Anais da Academia Brasileira de Ciências 89 (2):  835–839. doi:10.1590/0001-3765201720160583.
6. ↑  Airhart, Marc (December 10, 2009), “New Meat-Eating Dinosaur Alters Evolutionary Tree”, Jackson School of Geosciences,  オリジナルのMarch 10, 2010時点におけるアーカイブ。
7. ↑  Bennett, S.C. (2013). “A Rebuttal to Nesbitt's and Hone's "An external mandibular fenestra and other archosauriform characteristics in basal pterosaurs"”. International Symposium on Pterosaurs:  19–22.
8. ↑  DML: http://dml.cmnh.org/2009Dec/msg00122.html
9. ↑  Harmon, Katherine (December 10, 2009), “Newly Discovered T. Rex Relative Fleshes Out Early Dino Evolution”, Scientific American
10. ↑  H.D. Sues, S. J. Nesbitt, D. S. Berman and A. C. Henrici. 2011. "A late-surviving basal theropod dinosaur from the latest Triassic of North America". Proceedings of the Royal Society B 278:3459-3464
11. ↑  Martinez, Sereno, Alcober, Columbi, Renne, Montanez and Currie, 2011. "A basal dinosaur from the dawn of the dinosaur era in Southwestern Pangaea". Science. 331, 206-210.
12. ↑  Ezcurra, M.D.; Brusatte, S.L. (2011). “Taxonomic and phylogenetic reassessment of the early neotheropod dinosaur Camposaurus arizonensis from the Late Triassic of North America”. Palaeontology 54 (4):  763–772. doi:10.1111/j.1475-4983.2011.01069.x.
13. ↑  You, H.-L.; Azuma, Y.; Wang, T.; Wang, Y.-M.; Dong, Z.-M. (2014). “The first well-preserved coelophysoid theropod dinosaur from Asia”. Zootaxa 3873 (3):  233–249. doi:10.11646/zootaxa.3873.3.3.
14. ↑  Baron, M.G.; Norman, D.B.; Barrett, P.M. (2017). “A new hypothesis of dinosaur relationships and early dinosaur evolution”. Nature 543:  501–506. doi:10.1038/nature21700.